# Riss (karikatyrist)
Laurent "Riss" Sourisseau, född 20 september 1966, är en fransk serietecknare, författare och förläggare. Sedan 1992 har han arbetat för den franska satiriska veckotidningen Charlie Hebdo och är nu dess majoritetsägare.

## Karriär
Sourisseau är självlärd serietecknare och bidrar med satirteckningar varje vecka i tidningen Charlie Hedbo, där han går under pseudonymen Riss. Han var med och återstartade Charlie Hedbo 1992, tillsammans med Cabu och Philippe Val, efter att tidningen legat nere i över ett decennium. Riss blev Charlie Hebdos redaktionschef 2009 efter att Val och Cabu lämnade förlaget och hans politiska karikatyrer förekommer ofta på omslaget.
Sourisseau är också författare till flera serieböcker tryckta i Frankrike under eget namn.

## Terrorattacken motCharlie Hebdo
Den 7 januari 2015 sköts Riss och skadades i höger axel under terrorattacken på Charlie Hebdo-kontoret, där tolv personer miste livet. Han slutade dock inte sitt arbete. Från sjukhussängen ritade han flera teckningar - med vänster hand - för numret av Charlie Hebdo som släpptes den 14 januari, det första numret att släppas efter attacken.
Sex månader efter attacken meddelade Riss att han slutar teckna den muslimske profeten Muhammed och sade att "Vi har gjort vårt jobb. Vi har försvarat rätten till karikatyrer."
Riss är nu tidningens förlagschef, efter att hans företrädare omkom i attackerna 2015, och han äger 70 % av aktierna.